# Heller–Forgó-féle hűtőberendezés

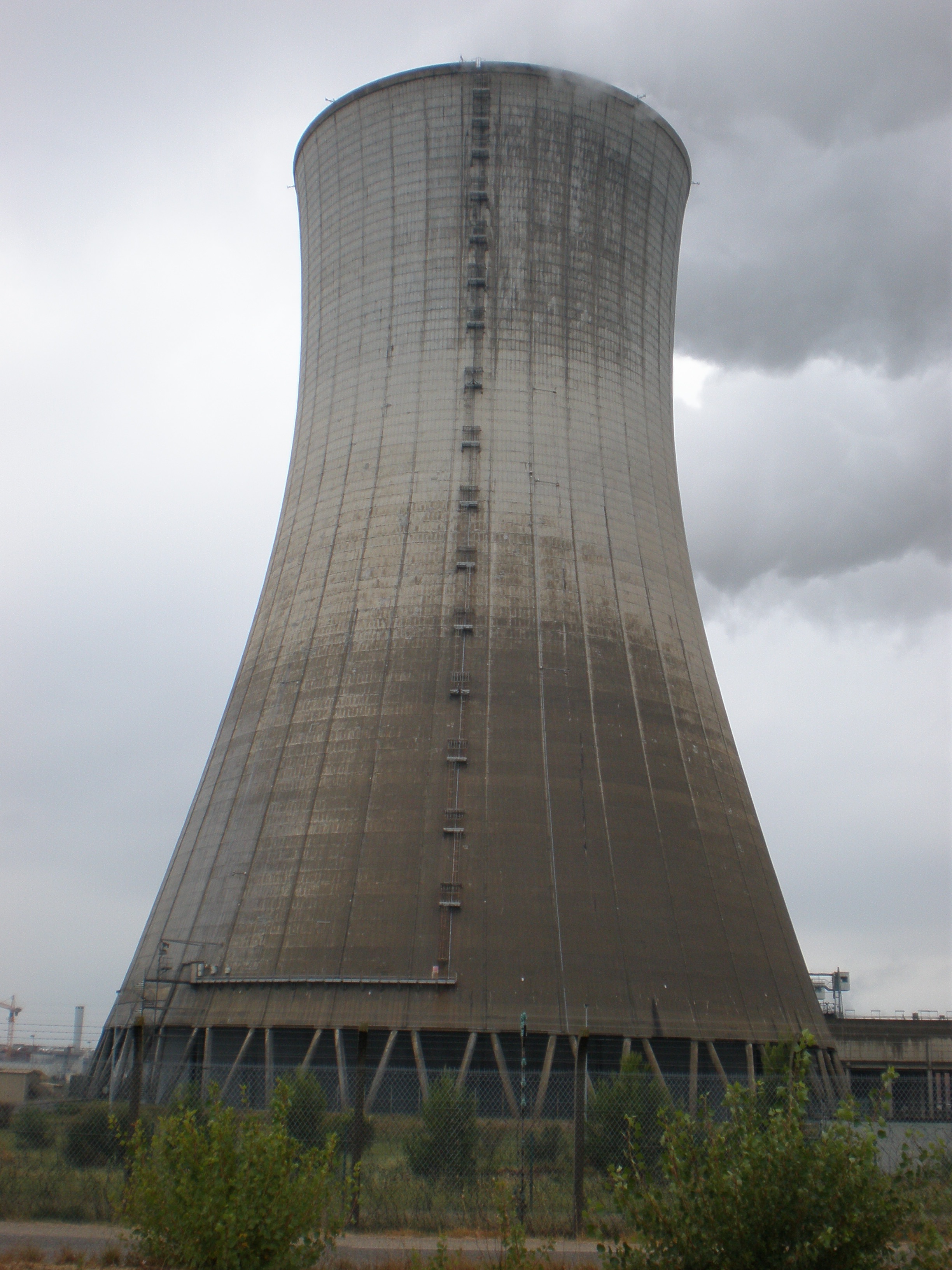
Heller–Forgó-féle hűtőtorony a franciaországi Tricastin atomerőművében

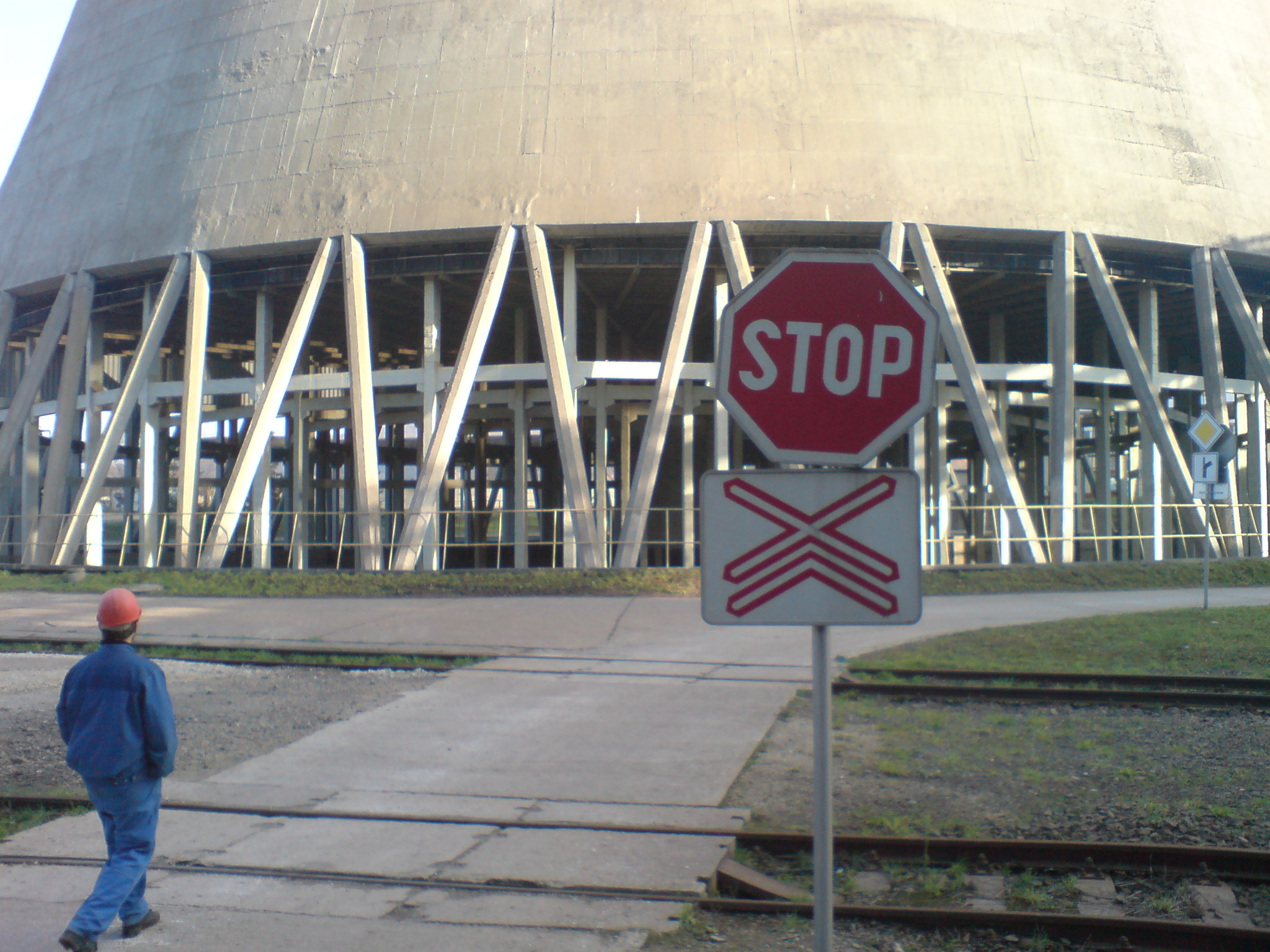
A nyitranováki hőerőmű egyik hűtőtornyának alja

A Heller–Forgó-féle légkondenzációs hűtőberendezés két Kossuth-díjas magyar mérnök találmánya. Ez egy olyan közvetett léghűtéses rendszer, melyben a kondenzátor víz hűtőközegének visszahűtése zárt rendszerben, vízveszteségektől mentesen, levegővel történik. 
A rendszer két fő eleme:
- a keverő kondenzátor és
- a hűtővíz visszahűtését végző apróbordás hőcserélő.[1]

Jelentőségét a jászberényi Fémnyomó- és Lemezárugyár – a Lehel Hűtőgépgyár jogelődje – vezetői Gorjanc Ignác és László Károly felismerték s a gyártás megteremtésével vált igazán világhíressé. A hűtőberendezés az a termék – a hűtőszekrény mellett – amelyre a Lehel Hűtőgépgyár büszke lehet.
Két magyar mérnök, Heller László és Forgó László olyan légkondenzációs berendezés terveit alkotta meg, amely megoldja a hőerőművek addigi nagy hűtővízszükségletének a problémáját. A Heller–Forgó-féle hűtőelem – így terjedt el a népszerű elnevezése – nagy jelentőségű találmány, amelyre a világ több pontján is felfigyeltek.
Az elv és a keverő kondenzátor alkalmazása Heller László nevéhez fűződik, a visszahűtést végző apróbordás hőcserélőt Forgó László szerkesztette. Találmányuk lényege az volt, hogy az erőmű gőzturbinájából kilépő fáradt gőzt, vákuumgőzt hideg víz befecskendezésével kondenzálták, cseppfolyósították. A még meleg víz az apróbordás hőcserélőbe kerül, ott lehűl és zárt hűtőkörben elpárolgás nélkül újból hasznosíthatóvá válik a folyamat ismétlődésekor. 
Egykorú sajtóközlemény, így méltatja a találmány lényegét:
„A hőerőművek roppant vízszükséglete abból származik, hogy a széntüzelésű hőerőműveknél a tüzelőanyagban lévő hő kb. 50%-át kell vízhűtés útján elvonni…. Ezért egy közepes hőerőmű napi vízszükséglete megfelel Budapest teljes napi vízfogyasztásának…”
Az 1957-58-as évek folyamán terjedt el szélesebb körökben ezen igen jelentős magyar találmány híre.
Első esetben az 1957. évi Budapesti Nemzetközi Vásáron (BNV) mutatta be a Heller–Forgó-féle hűtőelem itt gyártott prototípusát. A találmány 1958 májusában elnyerte a Brüsszeli Világkiállítás nagydíját és hamarosan elindult a világsiker útján.
Elsőként a legnagyobb angol villamossági cég, az English Electric Company kötött erre igen magas összegű szabadalmi szerződést és 1958-ban Kína is megrendelte a Heller-Forgó-féle berendezést.
A Lehel gyár kollektívája jól számított, amikor a hűtőelemek gyártásában kiváló exportlehetőséget látott. 1959 nyarán megindult a hűtőelemek gyártása és év végén már a dunaújvárosi hűtőtoronyba építettek be az első hűtőelemeket. Majd 1959 szeptemberében kezdték el az angliai megrendelés teljesítését. Majd az akkori Nyugat-Németországban (NSZK) 1967-ben Ibbenbürenben létesült hűtőtorony a jászberényiek munkája nyomán. A gyöngyös–visontai erőmű is Heller–Forgó-féle hűtéssel épült. Iránban 1985-ben épült erőmű, ahol szintén magyar szerelőcsapat dolgozott a hűtőtornyok szerelésén.
A Hűtőgépgyár több hazai és még több külföldi berendezésekhez szállított hűtőelemeket jelentős mennyiségben. Az exportszállításokat kezdetben a Komplex, majd a Transelektro Magyar Villamossági külkereskedelmi Vállalat bonyolította.
1991-ben az Electrolux megvásárolta a hűtőgépgyárat, a hűtőelemgyártás nem illett az Electrolux-csoport profiljába, így nem tartott rá igényt. 1992-ben az EGI megvásárolta a gépeket és eszközöket, a gyártás jogát, és bérbe vette az üzemcsarnokot.
1992-ben a GEA megvásárolta az EGI-t, majd létrehozta GEA EGI Energiagazdálkodási Zrt-t, és az új üzemcsarnokot épített a Hűtőgépgyár mellett. A vállalatot a folyamatos gyártmány-, technológia- és rendszerfejlesztés, a mérnöki szaktudás és a professzionális szerződés-végrehajtás tartja a világ indirekt száraz hűtőrendszer szállítóinak élén.³